# Marcelo Guerrero
Marcelo Guerrero, vollständiger Name Marcelo Fernando Guerrero Gorriarán, (* 20. Mai 1983 in Montevideo) ist ein ehemaliger uruguayischer Fußballspieler.

## Karriere

### Verein
Der 1,78 Meter große Offensivakteur Guerrero stand zu Beginn seiner Karriere in der Apertura und Clausura 2002 bei Villa Española im Erstligakader. Von der Apertura 2003 bis ins Jahr 2004, in dem er ebenfalls im Torneo Clasificatorio der Apertura dort geführt wird, spielte er für Nacional Montevideo. In Apertura 2004 und Clausura 2005 lief er in insgesamt 25 Ligapartien der argentinischen Primera División für den Racing Club de Avellaneda auf und erzielte sieben Tore. Sodann wechselte er nach Mexiko zum Club San Luis. Von der Apertura 2005 bis zur Apertura 2008 bestritt er für die Mexikaner 89 Spiele und schoss neun Tore. In der Clausura 2009 stehen vier Einsätze (kein Tor) bei Colón de Santa Fe für Guerrero zu Buche. In der Saison 2009/10 stand er in Reihen des uruguayischen Erstligisten Defensor. Für die Montevideaner erzielte er vier Treffer in zehn absolvierten Partien der Primera División. Es folgte einer Karrierestation bei Defensa y Justicia. Dort wurde er in der Spielzeit 2010/11 24-mal in der Primera B Nacional eingesetzt und traf einmal ins gegnerische Tor. Anschließend war er 2011 für Unión Temuco aktiv, kam in 14 Ligaspielen zum Einsatz und erzielte ein Tor. Ende Januar 2012 schloss er sich dem Club Sportivo Cerritoan. Für diesen bestritt er in der Saison 2011/12 14 Erstligaspiele und schoss drei Tore. Im Juli 2012 verließ er den Klub in Richtung Guatemala, wo er sich CSD Comunicaciones anschloss. Bis zu seiner Rückkehr zu Cerrito in den Anfangsmonaten des Jahres 2014 sind für ihn bei den Guatemalteken 61 Ligaspiele mit zehn Toren sowie ein torloser Einsatz in der Liga Campeones verzeichnet. Für Cerrito bestritt er in der Folgezeit neun Partien in der Segunda División und erzielte einen Treffer. Im Juli 2014 schloss er sich angeblich erneut Comunicaciones an. Diese Meldung wurde jedoch später nicht aufrechterhalten. Seit Mitte Januar 2015 steht er in Reihen des uruguayischen Zweitligisten Central Español und wurde dort in der Clausura 2015 neunmal (ein Tor) in der Segunda División eingesetzt. In der Spielzeit 2015/16 folgten vier weitere Zweitligaeinsätze (kein Tor).

### Nationalmannschaft
Guerrero gehörte 2003 der uruguayischen U-20-Auswahl an, die an der U-20-Südamerikameisterschaft 2003 in Uruguay teilnahm. Im Verlaufe des Turniers kam er mindestens in den Partien gegen Ecuador (5. Januar 2003), Peru (7. Januar 2003), Brasilien (9. Januar 2003), Bolivien (13. Januar 2003, ein Tor) und Argentinien (16. Januar 2003) zum Einsatz und traf einmal ins gegnerische Tor.